# Emerica
Emerica es una marca de calzado orientado al skate con sede en Lake Forest, California. La compañía pertenece al gigante estadounidense del sector skateboard, Sole Technology.

## Historia
Los orígenes de Emerica se remontan a 1995 y están estrechamente ligados a etnies. Una compañía francesa de calzado llamada Rautureau Apple fue adquirida por un conglomerado de empresas europeo, que, a su vez, éste fue adquirido por otro norteamericano. Pierre André Senizergues, fundador de etnies, diseñó y distribuyó su material en Estados Unidos bajo el nombre de etnies America, pero perdió la licencia tras esa adquisición.
Pierre André fundó así, en 1996, otra nueva compañía de calzado skate acortando simplemente el nombre de etnies America a, simplemente, Emerica. Todo el material de etnies de finales de 1995 fue trasladado, directamente, a la temporada de primavera de 1996 de Emerica. Ese mismo año, Pierre compró la licencia de etnies y prosiguió con las dos compañías. Emerica la destinó de lleno al skateboard y etnies se expandió al surf, motocross, BMX y moda femenina.
En 1997, la compañía lanza su primer video skate, "Yellow", protagonizado por Jamie Thomas (su skater estrella en aquel momento), Marc Johnson, Dave Mayhew y Chris Senn. La mayoría de los 30 minutos de duración del material es street, siendo completado por algo de skate de competición y de rampas.
Andrew Reynolds, uno de los skaters más importantes del mundo, es nombrado skater del año 1998 por la prestigiosa revista Thrasher y en 1999 diseña el modelo de zapatillas the Reynolds, que rápidamente se convierte en un éxito y, posteriormente, en un clásico de Emerica.
En 2001, Justin Regan propone al equipo Emerica a entrar durante un año en la Emerica Mansion, en Hollywood Hills, donde se grabará material para el video "This is Skateboarding" de 2003. En la mansión de nueve habitaciones entra el equipo Emerica formado por Andrew Reynolds, Heath Kirchart, Erik Ellington, Kevin “Spanky” Long, Bryan Herman, Braydon Szafranski y el director de la grabación, Jonathan Miner.
En 2001, en el transcurso de grabación del "This Is Skateboarding" Emerica. Graba durante 9 años el film mas rreconocido de esta marca llamado "Stay Gold" que fue el que puso en pie a la marca con plena fama y aparte de esto, al igual, levantó la carrera del actualmente dueño de "Baker Skateboards", "Altamont Apparel" y codueño de "Emerica." Andrew Reynolds.
En gran parte del año 2011 y finales de 2012, Emerica. sufre algunos radicales cambios en su "Pro Team" ya que algunos skaters como: Jamie Tancowny, Aaron Suski, Braydon Szafranski y HK dejan el "Pro Team", Tancowny, fue autotransferido a Etnies, Suski y Braydon, fueron "Eliminados" del equipo, por diferentes motivos, y HK simplemente dejó el Team, pero aun sigue con el patrocinador de Emerica.
A principios de 2011, después de ganar el premio al mejor video por "Stay Gold", Emerica. continua con un nuevo proyecto al que llamaron "MADE", diferido en 2 partes, la primera parte de esta serie fue lanzada en 2013 y fue compuesta por: Collin Provost, Leo Romero, Brandon Westgate, y el reciente Am y gran skater introducido en 2012, Jeremy Leabres; La segunda parte es constituida por: Reynolds, Hsu, Herman, Templeton y "Spanky" Long, y el estreno está programado para principios de 2016
Equipo Pro: 
Leo Romero,
Kevin(Spanky)Long,
Collin Provost, Dakota Servold,Jeremy Leabres,Kevin Baekkel,Jon Dickson,Erick WINKOWSKI,Justin Figueroa, Chris Wimer, Víctor Aceves, Braden Hoban, Matisse Banc.
Equipo Am: Tyshawn Jones.
Emerica Europe:
Eniz Fazliov,
Tom Knox.

## Laboratorio STI
Sole Technology es la sede del Sole Technology Institute (STI Lab), un centro de investigación y desarrollo que lleva a cabo la investigación biomecánica de las zapatillas de skate. La investigación del laboratorio ha conducido a numerosos desarrollos: La plantilla STI Foam, una plantilla diseñada para aliviar la presión; Flo2, una lengüeta reductora de calor; y System G2, un cojín de gel que absorbe los impactos.
La planta también ha sido responsable de otros avances tecnológicos en el calzado.

## Sedes
Además del Sole Technology Institute, la oficina central de Sole Technology alberga una tienda minorista y salas de exposición. La entrada del local ha sido calificada como la versión del patinador del panteón de la antigua Roma.